# André Chappert
André Chappert (1929-2023) est un épistémologue français, spécialiste de l'histoire des théories de la lumière. Élève de Pierre Costabel et Suzanne Bachelard, il est professeur émérite de l'Université Paul-Valéry-Montpellier.